# Philodendron cruentum
Philodendron cruentum är en kallaväxtart som beskrevs av Eduard Friedrich Poeppig. Philodendron cruentum ingår i släktet Philodendron och familjen kallaväxter.
Artens utbredningsområde är Peru. Inga underarter finns listade.